# Trialeurodes amealcensis
Trialeurodes amealcensis es un insecto hemíptero de la familia Aleyrodidae.
Fue descrita científicamente por Carapia-Ruiz en 2003.